# Bund der Selbständigen – Gewerbeverband Bayern
Der Bund der Selbständigen – Gewerbeverband Bayern e.V. (BDS Bayern) ist ein Interessenverband des kleinen Mittelstandes in Bayern. Er hat seinen Sitz in München. Er bezeichnet sich als parteineutral, branchenübergreifend und unabhängig. Ziel ist die Förderung der Kultur der Selbständigkeit in Bayern. Mit über 16.000 Mitgliedern ist der BDS Bayern der mitgliederstärkste branchenübergreifende Verband des kleinen Mittelstands in Deutschland.

## Aufgaben
Verbandszweck ist die Interessenvertretung der Selbständigen. Dazu sind in der Satzung folgende Ziele definiert:
- Politische Beratung und Vertretung der Selbständigen
- Beratung der Mitglieder in ihrer Eigenschaft als Arbeitgeber und bei der betrieblichen Altersversorgung
- Förderung des Erfahrungsaustauschs innerhalb der regionalen Vereinigungen

## Geschichte
Im 18. Jahrhundert entstanden in Bayern erste Gewerbevereine, in denen lokale Interessen von Gewerbetreibenden vertreten wurden. Mitte des 19. Jahrhunderts kam es zu einer Gründungswelle örtlicher Gewerbevereine. Dies erfolgte aus dem wachsenden demokratischen Verständnis heraus und vor dem Hintergrund eines erstarkenden Bürgertums. Im Jahr 1874 wurde in Nürnberg der Verband Bayerischer Gewerbevereine gegründet, der Vorläufer des BDS Bayern.
Nach dem Ersten Weltkrieg fusionierte der Verband Bayerischer Gewerbevereine mit dem 1883 gegründeten Bayerischen Handwerkerbund, beziehungsweise dem Bayerischen Handwerker- und Gewerbebund – beides waren Gründungen des Allgemeinen Gewerbevereins München – zum Bayerischen Gewerbebund. Während der Zeit des Nationalsozialismus wurde der Bayerische Gewerbebund im Jahr 1934 aufgelöst.
Nach dem Zweiten Weltkrieg kam es ab 1948 wieder zur Gründung von örtlichen Gewerbevereinen, so in München, wo der Allgemeine Gewerbeverein wiederbelebt wurde. 1951 gründeten Mitglieder des Allgemeinen Gewerbevereins München den Deutschen Gewerbeverband e.V. als bundesweite Vereinigung mit Sitz in München. Fünf Jahre später, wurde zusammen mit anderen Handels- und Gewerbevereinen der Deutsche Gewerbeverband, Landesverband Bayern e.V. gegründet.
1999 kam es in Nürnberg zur Umbenennung in Bund der Selbständigen/Deutscher Gewerbeverband, Landesverband Bayern e.V. Dies trug dem allgemeinen Strukturwandel Rechnung, denn immer mehr Unternehmen und freie Berufe zählen sich nicht mehr zum „Gewerbe“ im klassischen Sinne. 2008 wurde in München eine Umbenennung in Bund der Selbständigen – Gewerbeverband Bayern e.V. (BDS Bayern) beschlossen.

## Organisation und Struktur
Der BDS Bayern gliedert sich in die neun Bezirksverbände München, Oberbayern-West, Oberbayern-Ost, Niederbayern, Oberpfalz, Oberfranken, Mittelfranken, Unterfranken und Schwaben. Unterhalb der Bezirksebene ist der BDS Bayern mit über 16.000 Mitgliedern in 540 Städten und Gemeinden im Freistaat vertreten.
Die Leitung des BDS Bayern obliegt einem ehrenamtlich gewählten Präsidium. Ehrenpräsident seit April 2010 war der Münchner Unternehmer und ehemalige Präsident des BDS Bayern, Fritz Wickenhäuser († 2020). Der Landesausschuss, in dem die Bezirksverbände des BDS Bayern vertreten sind, genehmigt den Haushalt und entscheidet in grundsätzlichen Fragen. Höchstes Organ ist die Generalversammlung, die jährlich zusammentritt. Diese setzt sich zusammen aus den Delegierten der Ortsverbände bzw. angeschlossenen Gewerbevereinen. Hauptgeschäftsführer ist Michael Forster. Der BDS Bayern unterhält je eine Geschäftsstelle in München und Nürnberg.

## Mitglieder
Die durchschnittlich 36 Jahre alten Mitgliedsunternehmen sind zum überwiegenden Teil in Familienbesitz. Die Unternehmer führen zu 93 Prozent den Betrieb selbst, zu fast 80 Prozent in der Rechtsform eines Einzelunternehmens oder einer Personengesellschaft. 15 Mitarbeiter beschäftigen die Unternehmen im Mittel, wobei Ein-Mann-Unternehmen zusammen mit den Kleinbetrieben mit bis zu neun Mitarbeitern rund zwei Drittel ausmachen.
50 Jahre sind die Mitglieder im Durchschnitt alt und zu 85 Prozent männlich. Ihre Ausbildung erhielten die Mitglieder zu 42 Prozent in der Realschule, gefolgt von einer beruflichen Ausbildung (71 Prozent), die bei vielen in einem Meistertitel mündete. Rund ein Drittel haben der Hochschulreife eine akademische Ausbildung an einer Universität oder einer Fachhochschule folgen lassen.
Jedes zweite Mitgliedsunternehmen ist in Oberbayern ansässig. Die Franken, Ostbayern und Schwaben folgen relativ eng hintereinander. Die klassischen Branchen wie Handwerk und Handel (jeweils rund 30 Prozent) haben nach wie vor ein hohes Gewicht, obwohl Dienstleistungen (freie Berufe) und Tourismus zusammen bereits die größte Mitgliedergruppe darstellen.